# Groupe PSA
Groupe PSA (phát âm tiếng Pháp: [ɡʁup pe ɛs a]; còn được gọi là PSA Group trong tiếng Anh; trước đây gọi là PSA Peugeot Citroën từ năm 1991 đến 2016) là nhà sản xuất ô tô và xe máy đa quốc gia của Pháp được bán dưới thương hiệu Peugeot, Citroën, DS, Opel và Vauxhall. Peugeot là thương hiệu PSA lớn nhất. PSA được niêm yết trên sàn giao dịch chứng khoán Euronext Paris và là thành phần của chỉ số CAC 40.
Bắt đầu từ năm 2016, PSA bắt đầu vạch ra một chiến lược đòi hỏi phải mở rộng nhanh chóng công ty, thông qua cả mở rộng địa lý và mua lại các công ty xe hơi khác. PSA đã công bố kế hoạch thâm nhập vào các thị trường Ấn Độ, Mỹ, Canada, ASEAN và các thị trường khác trong những năm tới.
Có trụ sở tại Rueil-Malmaison, và với doanh số 3,88 triệu xe trong năm 2018, PSA là nhà sản xuất ô tô lớn thứ ba ở châu Âu, chỉ kém một phần nhỏ so với Renault.
Vào ngày 31 tháng 10 năm 2019, Groupe PSA đã công bố ý định hợp nhất với Fiat Chrysler Automenses. Việc sáp nhập sẽ dựa trên cơ sở 50-50. Vào ngày 18 tháng 12 năm 2019, FCA và PSA tuyên bố rằng họ đã đồng ý với các điều khoản của việc sáp nhập với ràng buộc trị giá 50 tỷ đô la, mà đến giữa năm 2020 đang chờ phê duyệt bởi các nhà quản lý cạnh tranh châu Âu. Kể từ ngày 16 tháng 7 năm 2020, cả hai công ty đã quyết định đặt tên cho công ty sau khi được sáp nhập là " Stellantis ". Tên Stellantis có nguồn gốc từ động từ Latin "stello" có nghĩa là "làm sáng lên với những vì sao".